# Джулиана (коммуна)
Джулиана (итал. Giuliana) — коммуна в Италии, располагается в регионе Сицилия, подчиняется административному центру Палермо.
Население составляет 2303 человека, плотность населения составляет 96 чел./км². Занимает площадь 24 км². Почтовый индекс — 90030. Телефонный код — 091.
Покровительницей коммуны почитается Пресвятая Богородица (Madonna dell'Udienza), празднование 3 сентября.